# Zophobas
Zophobas(лат.) — род жуков-чернотелок семейства Tenebrionidae.

## Виды
Среди представителей рода можно выделить такие виды:
- Zophobas atratus
- Zophobas signatus
- Zophobas batavorum
- Zophobas laticollis
- Zophobas morio
- Zophobas rugipes

## Значение
Жуков рода Zophobas считают вредителями, так как их личинки активно поедают, в частности, зерновые запасы. Например, они съедают крупы, отруби, сухари.
Личинок этого рода насекомых(обычно вида Zophobas morio) часто содержат в домашних условиях как кормовую культуру для насекомоядных членистоногих, амфибий, рептилий, млекопитающих, птиц, так как они богаты белком и жиром.